# 戴氏副䲁
戴氏副䲁（學名：Parablennius dialloi），為輻鰭魚綱鳚形目䲁科副䲁屬的一種，分布於中東大西洋維德角群島到安哥拉的木薩米迪什海域，體長可達4.9公分，棲息在沿海淺水域，雌魚產附著性卵，雄魚有護卵行為，幼魚為浮游性，生活習性不明。